# هذيل
هُذَيْل قبيلة عربية من قبائل مدركة من العرب الخندفية المُضَرية العدنانية، أكثر انتشارها في مناطق الحجاز وتهامة غربيَّ شبه الجزيرة العربية، ولها انتشار في بعض مِنطَقة شماليّ شبه الجزيرة العربية وبعض مناطق نجد. اشتَهَر منها في عصر الجاهلية عدَّة أعلام، ومنهم في عصر الإسلام عدد من الصحابة على رأسهم عبد الله بن مسعود، وقد شارك عدد منهم في الفتوحات الإسلامية.

## نسبهم
هم بنو هُذَيْل بن مُدْرِكة بن إلياس بن مُضَر بن نِزار بن مَعَدّ بن عَدنان.
تزوَّج هُذَيل ليلى بنت فران بن بلي بن الحاف بن قضاعة بن معد بن عدنان.

### أبناء هُذَيل
- سعد بن هذيل.
- لحيان بن هذيل.

وأضاف بعض النسَّابة ابنَين آخرَين هما:
- عميرة بن هذيل.
- هرمة بن هذيل.

ويذكر القلقشندي ابنًا خامسًا هو:
- جناب بن هذيل.[9]

## أقرب القبائل نسبًا
أقرب القبائل نسبًا لقبيلة هذيل هم قبائل مدركة التي منها كِنانة وقريش، ثم قبيلة بني أسد وقبيلة القارة، ثم يليهم في القرابة قبيلة بني تميم وقبيلة مزينة.
وهذيل هم أخوال عدَّة قبائل منها:
- (قبيلة قريش) - أمهم ليلى بنت الحارث الهذلية.[10]
- (قبيلة جهينة) - أمهم عاتكة بنت سعد الهذلية.[11]
- (قبيلة ثقيف) - أمهم أميمة بنت سعد الهذلية.[12]
- (قبائل معاوية بن بكر بن هوازن) - أمهم عاتكة بنت سعد الهذلية.[13]

## أنسابهم الجاهلية وبطونها
تنقسم قبيلة هذيل في العصر الجاهلي وصدر الإسلام الى قسمين رئيسَين وهما:
- بنو سعد
- بنو لحيان

أمَّا بنو سعد فجدُّهم سعد بن هذيل. وتزوَّج الفرعة بنت شقر بن الحارث بن تميم بن مُرّ التميمية. ورُزق منها أحد عشر ولدًا وهم: تميم وخناعة وحريب ومنعة ورهم وغنم ورهام وريث وحوية وجهام وحنيف.

وبطون هذيل الرئيسة قديمًا هي:
| - بنو صاهلة بن كاهل منهم: - بنو قريم. - بنو أبي طرفة. - بنو حارثة. - بنو مخزوم. (جماعة عبد الله بن مسعود) - بنو الحارث. - بنو زبيد. - بنو حارثة. - بنو فأر. - بنو شمخ. - بنو زبير. - بنو صبح. - بنو خزيمة. - بنو ملاص. - بنو عاترة. - بنو سهم بن معاوية منهم: - بنو أضبس. - بنو ضبيس. - بنو مرمض. - بنو حنيف. - بنو واثلة بن مطحل. - بنو خناعة بن سعد منهم: - بنو الرمداء. - بنو مزينة. - بنو زيد. - بنو عمرو بن الحارث منهم: - بنو ضبة. - بنو مازن. - بنو زهير. - بنو جشم. - بنو خثيم. - بنو عامر. - بنو عنزة. | - بنو مازن بن معاوية منهم: - بنو مطرود. - بنو لحيان بن هذيل منهم: - (بنو طابخة) - بنو كبير بن هند. - بنو ثور - بنو دهمان. - بنو كعب - بنو عادية بن صعصعة بن كعب وهم: - بنو حبيش - بنو عترة - بنو كلفة - بنو عامر - (بنو دابغة) - بنو وائلة. - بنو حصين. - بنو صبح بن كاهل منهم: - بنو زليفه. - بنو ربيعة (زمعة). - بنو خزاعة بن سعد منهم: - بنو سدوس حلفاء قبيلة خزاعة. - بنو جريب بن سعد منهم: - بنو عطية. - بنو كعب بن كاهل منهم: - ال عتبة بن جؤية. - بنو كليب. - بنو قرد بن معاوية منهم: - بنو جابر بن زيد بن قرد وهم: - بنو مسعود. - بنو مرة. - بنو عاترة. - بنو ملجم. - بنو عصيم. - بنو حطيط بن زيد بن قرد وهم: - بنو هلال. - بنو مؤمل |

### حلفاء هذيل في الجاهلية
- بنو حوية بن سعد بن هذيل.
  - حالفوا قبيلة عبس من غطفان.[65]
- ال سدوس أحد بطون بني خناعة بن سعد بن هذيل.
  - حالفوا خزاعة في الجاهلية.[66]
- حبيب السهمي ورهطه من بني سهم من هذيل
  - حالفوا قبيلة خزاعة في الجاهلية.[67]

### بطون هذلية أخرى
وفي هذيل عدة بطون مذكورة في العصر الجاهلي لم تفصل أخبارها او فروعها ومنها:
- بنو جعيل.[68]
- بنو حي.[68]
- بنو عوف بن معاوية.[68]
- بنو رهم.[69]
- بنو معاوية بن صخر.[70]
- بنو عشرق.[71]
- بنو حنيف.[72]
- بنو ثعلبة بن الحارث.[73]
- بنو مالك.[74]
- بنو مرة.[75]
- بنو الرمداء.[76]
- بنو الملجم.[77]

### فروع هذلية تحمل اسم قبائل أخرى في الجاهلية

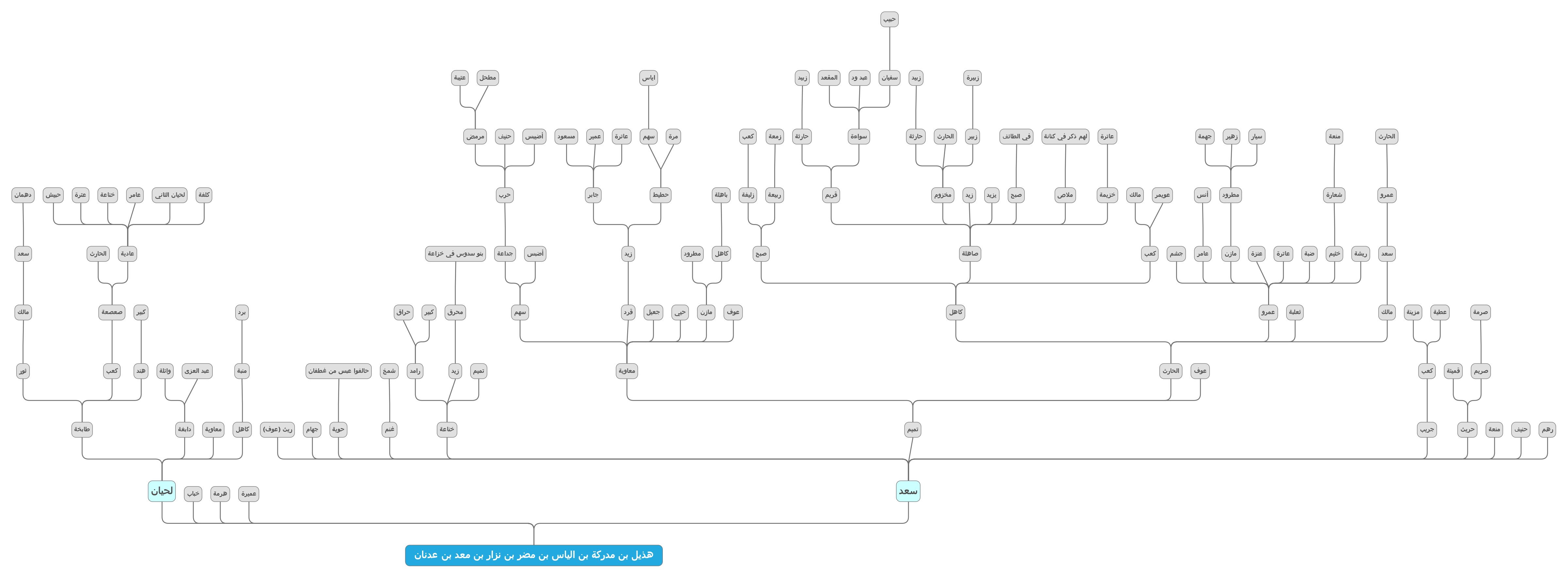
فروع قبيلة هذيل الجاهلية استنادا على كتاب أنساب الأشراف وجمهرة النسب والتعليقات والنوادر

- بنو كنانة.[78]
  - غير قبيلة كنانة
- بنو سليم.[79]
  - غير قبيلة بنو سليم
- بنو جشم.[80]
  - غير بنو جشم
- بنو فهم.[81]
  - غير قبيلة فهم
- بنو تميم.[82]
  - غير قبيلة بنو تميم
- بنو خزاعة.[83]
  - غير قبيلة خزاعة
- بنو مخزوم.[84]
  - غير مخزوم قريش
- بنو عوف.[85]
  - غير قبائل عوف
- بنو زبيد.[86]
  - غير قبيلة زبيد
- بنو مالك.[87]
  - غير قبيلة بني مالك
- بنو كعب.[88]
  - غير قبيلة بنو كعب
- بنو هلال.[89]
  - غير قبيلة بنو هلال
- بنو ضبة.[90]
  - غير قبيلة ضبة
- بنو عضل.[91]
  - غير قبيلة عضل
- بنو مزينة.[92]
  - غير قبيلة مزينة
- بنو عنزة.[93]
  - غير قبيلة عنزة

## بطون قبيلة هذيل اليوم
قبيلة هذيل اليوم تنقسم حسب النسب إلى قسمين رئيسيان وهما:
- هذيل الشام (شمال مكة).
- هذيل اليمن (جنوب مكة).

### بنو لحيان بن هذيل
| ( قبائل محرز). - الضبان منهم: - السودة - ذوي فارس - ذوي محمد - السوالمة - النبايت - قبيلة الموسة منهم: - الغرفة - القرابية - المقايته - الجهايمة - الخفان - الملاهمة - قبيلة الحصينات منهم: - المقاحصة - ذوي عطية - الجبارين - الجراهدة - قبيلة الصلاعات منهم: - البشاتنة - الزواينة - العرّان - قبيلة التخمة منهم: - ذوي حسن - ذوي عيد - ذوي عبد الله - ذوي دخيل - الرياشا - القنعان - العُمَر | (قبائل مرير). - قبائل حزيمة منهم: - البطحة - ذوي عودة - النجمة - المسايبة - قبائل المجانين منهم: - ذوي محسن - ذوي مسفر - ذوي علي |

### بنو سعد بن هذيل
| ( قبائل ال جميل). - قبائل العلويين منهم: - القرح - ال محمود - الكدوة - قبيلة بني اياس منهم: - ال ردة - الكلبة - ال بنية - المشاريق - ال حازم - العقبة - الفلحة. - قبيلة الجوابرة منهم: - ال حسن - ال مقبل - ال علي - ال شماس - قبيلة السوالمة منهم: - النجبة - ال فرج - البزدة - قبيلة ال زيد منهم: - القفعان - المحاميد - قبيلة بني كعب منهم: - ال أحمد - ال حامد - ال موسم - قبيلة بني زليفة منهم: - بني عطية - ال جابر - ال حماد - ال سميح - الخضرة - قبيلة الكباكبة منهم: - ال فضل - الجلاجلة - ال جابر - المشاعلة - الحوازمة - قبائل الطلوح منهم: - بني خالد - ال مناع (البقلة والحمدة وال زيدان) - قبيلة الطلحات - قبيلة الصاهلي في يلملم. ( قبائل زهير) - قبيلة الندويين وفروعها: - القيسة - الجملة - المرازيق - قبيلة دعد وفروعها: - الحسنة منهم: - الزمكان - ال يعلى - الذيبة - الصمان - الضبان - الدبسة - العرمان منهم: - النخلة - ال محمد - ال منسي - البقران - المعاصي - قبيلة الحساسنة وفروعها: - ال مسعود - ال مناع - الحرابية - الحصانية - ال عويد - قبيلة السراونة وفروعها: - المبالشة - ال حمود - السودة - ال عساف - ال حميد - الظهاونة - ذوي علي - ال عليان - ال علية - المجاريش - الثبتة | (قبائل بني) - قبائل بني مسعود وفروعها: - قبيلة المنعة وهم: - القذاملة - القثاردة - القماقمة - الزيادين - العيوش - الليول - العوادي - الرواجحة - الحفظة - المساعرة - ذوو اعواضة - المراجية - العظامي - قبيلة العردة وهم: - ذوي غياض - المزايدة - الشولان - العيازرة - المساعرة - العضيان - بني عمير وفروعها: - ذوي حسين - المكاسير - ذوي صالح - ذوي عادي - قبيلة نباته وفروعها: - الدوايخة - ذوو عايش - ذوو مقبول - نباتة وادي رهجان - قبيلة محيا وفروعها: - ذوو حسين - ذوو مدعث - ذوو حامد - ذوو سلام - ذوو عمر (قبائل فليت) - قبيلة الحتارشة وفروعها: - العفران - ذوو عياض - قبيلة هذيل البقوم - قبيلة المطارفة وفروعها: - الخثاعمة - العتيكات - الكبادنة - ذوي علان - الشليات - الطلاحات - الحرابشة - مطارفة الطير - ذوي دخيل الله - قبيلة الصلمان وفروعها: - المعطان - السعايد. - ذوي شفيع. - ذوي عقيل. - الفيايين (صليم الفي). - الضمايين. - السواهرة. - بنو ريشة (الرياشى). |

### هذيل نجد والساحل
| ( قبائل هذيل نجد) - مطارفة الطير وهم: - العجلان - الجبير - الجبر - هذيل الصعران - اسرة الطويل - السليمان - الحسين - العماش - الحجي - العيد - ال يحيى - العيسى - قبيلة الحمود وهم: - العبيد الله - المحيسن - العويس - الحمود - النانية - الجنيني - قبيلة هذيل البقوم وهم: - الحمادين - الحراذبة - الدفانين - الزوابين - العرايدة - ال عمير - ال حميد - الديابين | (قبائل هذيل الساحل) - مساعيد الساحل وهم: - ال محمد (الحمادين) - ال عروج - ال مرضي - المطارية - الجواهلة - ال عوض - ال موسى - العواصية - البحاصية - ال عمير بن راشد. - قبيلة البدوان وهم: - الحراتيم - ال عيسى |

## حدود وديار هذيل
يحد قبيلة هذيل من الشمال قبيلة عتيبة ومن الجنوب قبيلة كنانة ومن الشرق قبيلة بني سفيان ثقيف في شفا الطائف ومن الغرب قبيلة خزاعة. ومن أشهر ديار هذيل:
- وادي نعمان.[127]
- وادي نخلة.[128]
- البهيتة (السيل).[129]
- وادي إحليل.[130]
- حمى زليفة (شفا).[131]
- وادي دفاق.[130]
- سراة كبكب.[132]
- سبوحة.[133]
- الجعرانة.[134]
- وادي الصدر.[135]
- وادي يعرج.[136]
- الزيمة.[128]
- اللحيانية.[137]
- وادي الزبارة.[138]
- أوطاس.[139]
- شفا هذيل.[129][140]
- وادي رهجان.[134]
- حوية نمار.[141]
- وادي فاطمة.[134]
- حرة بني مسعود
- وادي ضيم.[142]
- وادي عرنة.[143]
- جبل قراس.[144]
- ذو المجاز

المدن والمحافظات والمراكز التي تسكن فيها قبيلة هذيل داخل المملكة العربية السعودية.
- مكة المكرمة. وهي أرضهم الأم وعاصمتهم ويعتبرون من أكثر قبائلها عددا بحسب تعداد 1910 م.[145]
- الطائف.[146]
- الليث.[147]
- المجمعة.[148]
- رغبة.[148]
- البرة.[148]
- تربة.[149]
- مرات.[148]
- البدع.[150]
- دثن بني جابر.[151]
- الدلم.[148]
- حرمة.[148]
- حفر الباطن.[152]
- النبهانية وكانوا اسرة اليحيى من هذيل أمراء عليها.[153]

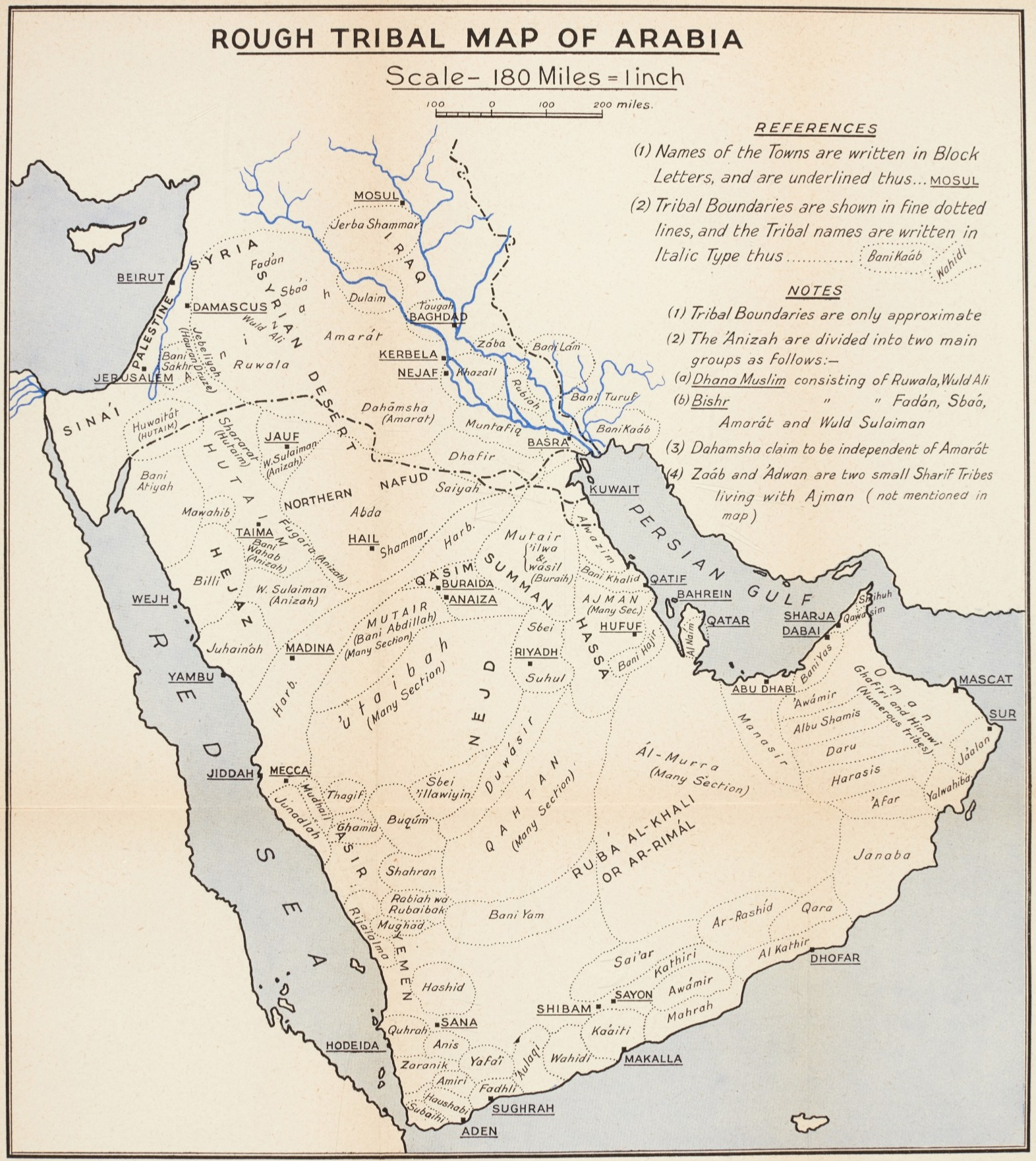
خريطة قبائل شبه الجزيرة العربية عام 1900 م.

## في العصر الجاهلي
كانت قبيلة هذيل في الجاهلية من قبائل الحجاز ذات الشوكة. والعدد الكبير. كما يتضح ذلك في قصائد شعراؤهم الجاهليين. كما كان لهم تأثير أدبي في البيئة العربية قبل الإسلام حيث كان سوق ذو المجاز أحد أهم أسواق العرب الأدبية ملكاً لهم. وهو نظير سوق عكاظ في الأهمية. كما أحترف الهذليون الشعر ويقال ان منهم في الجاهلية نيف وسبعون شاعرا. ومنهم في الجاهلية أعلام كثار أبرزها:
- أبو ذؤيب خالد بن خويلد الزبيدي الهذلي - (شاعر مشهور وفارس)
- معقل بن خويلد بن واثلة السهمي الهذلي - (من سادات العرب قائد هذيل عام الفيل)
- صخر الغي بن عبد الله الخيثمي الهذلي - (من صعاليك العرب وشعراؤهم)
- أبو كبير عامر بن الحليس الجربي الهذلي - (شاعر جاهلي)
- أبو جندب بن مرة القِردي الهذلي - (شاعر جاهلي وفارس يمسى المشؤوم لكثرة شر)
- حذيفة بن أنس بن عامر العمري الهذلي - (شاعر وفارس من بني عمرو)
- عروة بن حياض الملاصي الهذلي - (من رماة العرب في الجاهلية وهو الذي قتل ملك الحجاز)
- عمرو بن العجلان الكاهلي الهذلي - (من فرسان العرب في الجاهلية وفتاكهم وشعراؤهم)
- أبو شهاب المازني الهذلي - (شاعر جاهلي قاد قومة في معركة البوباة)
- أبو خراش خويلد بن مرة القردي الهذلي - (من فرسان العرب الجاهليين وعدائيهم)

وكانت لهم أيام وأخبار مع جيرانها من القبائل العربية الأخرى ولعل أكثر ما ذكر عن هذيل في الجاهلية هو أيامها ضد القبائل الأخرى حيث جمع الإمام أبو سعيد السكري الأزدي وغيره بعض أيامهم ومعاركهم في الجاهلية ومنها:
- يوم تهامة الأول
- يوم عام الفيل
- يوم قوسى
- يوم ذؤيبة
- يوم عسفان
- يوم الفضاض
- يوم نخلة
- يوم العروض
- يوم غمر ذي كندة
- معركة نيات
- معركة الغار
- معركة البوباة
- معركة الرجيع الأولى
- يوم بدالة
- يوم المراقب
- يوم ذي دوران
- معركة صورة
- يوم ذات البشام
- يوم العريش
- معركة مجمع
- معركة حشاش
- معركة ظهر الحرة
- يوم مر الأول
- يوم مر الثاني
- معركة الحقاب
- معركة أنف عاذ
- يوم الحليت
- يوم المرخة
- يوم حلية
- يوم غزال
- معركة ثنية العقيق
- معركة فرس
- يوم سمى
- يوم ذي حماط

## إسلامهم وأعلامهم
دخلت قبيلة هذيل الإسلام على عدة مراحل وفترات وكان منهم سادس من أسلم على الإطلاق وهو الصحابي عبد الله بن مسعود, كما أن أخية عتبة كان قديم عهد بالإسلام.
- المرحلة الأولى - دخول عبد الله بن مسعود وعتبة بن مسعود.[158] وأمهما.[159] الى الإسلام فكانوا أول من أسلم من هذيل وسادس من أسلم من البشر.[160]
- المرحلة الثانية - قدوم ألف بيت من قبيلة هذيل في عهد النبي محمد وإسلامهم.[161]
- المرحلة الثالثة - إسلام بقية قبيلة هذيل بعد فتح مكة.[162]

وكانت هذيل من القبائل التي ثبتت على اسلامها ولم ترتد عن الإسلام مع من أرتد من القبائل قبل حروب الردة. ولهذيل مشاركات مع النبي محمد صلى الله عليه وسلم وفي ذلك يقول شاعرهم مليح بن الحكم:

### الصحابة من هذيل
- أسامة بن عمير اللحياني الهذلي
- عبد الله بن قرة بن نهيك الهذلي.[165]
- عبد الله بن عتبة بن مسعود الهذلي.[166]
- نبيشة الخير بن عبد الله اللحياني الهذلي.[167]
- النزال بن سبرة الهذلي.[168]
- السائب بن يزيد الهذلي
- أبو وائلة الهُذَلي.[169]
- سلمة بن المحبق بن صخر الهذلي
- عبد الله بن مسعود بن غافل الهذلي
- معقل بن خويلد بن واثلة الهذلي
- أبو كبير عامر بن الحليس الهذلي
- مالك بن الحارث الكاهلي الهذلي.[170]
- زهير بن العجوة العمري الهذلي.[171]
- عبد الله بن ساعدة الهذلي.[172]
- مالك بن الحارث بن عمرو بن عبد الله الهذلي.[173]
- عتبه بن مسعود بن غافل الهذلي
- عمرو بن سعيد الهذلي.[174]
- سلمى بن حرملة القِردي الهذلي.[175]
- زهير بن حرام السهمي الهذلي.[176]
- أبو عزة يسار بن عبد الله اللحياني الهذلي.[177]

### أعلامهم في العصر الإسلامي
- عبيد الله بن عبد الله بن عتبة الهذلي - (فقيه المدينة المنورة من الفقهاء السبعة ومن شيوخ بني أمية).
- سنان بن سلمة بن المحبق الهذلي - (قائد عسكري أموي وفاتح بعض بلاد السند في عصر معاوية سنة 50 هـ)
- ورقة بن الصامت الهذلي - (صحابي شهد غزوة تبوك وذات السلاسل وكان مبعوث المسلمين الى حاكم الرقة فأسلم على يده)
- عطاء بن رافع الهذلي - (قائد عسكري مسلم قاد فاتح بلاد سردينيا وقاد غزوة ضد صقلية)
- القائد يعقوب الهذلي - (من الأسماء البارزة في كتيبة الخرساء وهو أول من دخل من المسلمين الى قصر كسرى).[178]
- يزيد بن عبد الله الهذلي - (من قادات فتح أصبهان وكان في مقدمة جيش فتح تستر).[179]
- موسى بن سنان الهذلي - (من قادات فتوح السند مع محمد بن القاسم وتولى حكم عمان والبحرين)
- عبد بن زهرة الهذلي - (من فرسان المسلمين في حصار القسطنطينية مع يزيد بن معاوية).[180]
- عمرو بن أبي عمرو الهذلي - (صحابي وقائد راية هذيل في معركة صفين وكانوا في جيش علي بن ابي طالب).[181]
- مسلم بن جندب الهذلي - (إمام أهل المدينة المنورة وقاص مسجدها وقاضيها من معلمي نافع المدني).
- يحيى بن عبد الله الهذلي - (أديب ولغوي بلاد الأندلس في عصرة في القرن الخامس الهجري).[182]
- خراش بن خويلد بن مرة الهذلي - (من فرسان الفتح في الشام والعراق في عصر عمر بن الخطاب).[183]
- المليح بن الحكم بن صخر الهذلي - (شاعر وفارس من فرسان فتح مصر مع عمرو بن العاص).[184]
- معن بن حرملة الهذلي - (صحابي من فرسان الفتح الإسلامي في جيش فتح مصر مع عمرو بن العاص)
- حسان بن يسار الهذلي - (قاضي الأندلس قائد الفرسان الهذليين في فتوحات شمال الأندلس مع جيش موسى بن نصير).[185]
- أبو عمران الهذلي - (قائد عسكري تولى غزو بلاد صقلية ضد الدولة البيزنطية).[186]
- أبو العيال الهذلي - (أحد فرسان الفتوحات في غزو القسطنطينية مع يزيد بن معاوية وشارك في فتح مصر مع عمرو بن العاص)
- عمر بن حكيم بن شريك الهذلي - (أمير أصبهان في عصر عمر بن عبد العزيز).[187]
- أبو صالح مفلح اللحياني الهذلي - (تولى إمارة دمشق من بلاد الشام سنة 394 هـ).[188]
- مكحول بن عبد الله الهذلي - (أمام أهل الشام ومن أشهر علماء الفقه في تاريخ الإسلام).
- الحسن بن علي الحلواني الهذلي - (أمام ومحدث وفقيه مكة المكرمة وهو أستاذ البخاري ومسلم والترمذي)

## المشاركة في جيوش الفتوحات
شاركت هذيل كمكون من مكونات جيوش الفتوحات الإسلامية في عدة جيوش منها:

### في فتح مصر
يذكر بأن جموعًا كبيرة من هذيل قد دخلت مصر مع إمداد عمر بن الخطاب لجيش عمرو بن العاص في فتح مصر. وكانت لهذيل خطة مستقله في الفسطاط.

### في فتح فتح شمال إفريقيا
شاركت جموع كبيرة من هذيل في فتح إفريقية وكان قائد لواءهم الشاعر أبو ذؤيب خويلد الهذلي وقد ذكرهم الواقدي في جيوش فتح المغرب في عصر عثمان بن عفان.

### في فتح بلاد فارس
شاركت جماعات من هذيل في فتح بلاد فارس منهم يزيد بن عبد الله الهذلي.

### في فتح الأندلس
ذكر في كتاب الحلل السندسية ان كثيره من غزاه جيش فتح الاندلس كانوا من هذيل. وشارك كثير منهم في فتح شمال الأندلس ( سرقسطة ) مع جيش موسى بن نصير.

### في فتح السند
شاركت جماعات من هذيل في فتح السند إذ كان أحد قادات فتح السند المبكر هو سنان بن سلمة بن المحبق الهذلي الذي تولى فتح جزء كبير من بلاد السند ثم أتى الفتح النهائي للسند في عصر عبد الملك بن مروان فكان القائد موسى بن سنان الهذلي من قادات جيش الفتح بجانب محمد بن القاسم.

## حربهم ضد القرامطة
واجهت هذيل القرامطة في معارك فتنة القرامطة عام 317 هـ وهي القبيلة الوحيدة التي واجهت أبو طاهر القرمطي وجيشه. فمنعوه من الاضرار بميزاب الكعبة واستطاعوا الاضرار بجيشه وقتل بعض جنوده واستطاعوا أخذ الاف النياق وتحرير الأسرى الذين أسرهم أبو طاهر الجنابي وضلوا يغيرون عليه في مكة حتى خرج منها.

## بعض ما قيل فيهم
| هذيل | عَنْ أَسْمَاءَ بِنْتِ أَبِى بَكْرٍ قَالَتْ: إِنَّ أَبِى أبَا بَكْرٍ قَالَ: إِنَّ خَيْرَ مَرَاضِعَ أَثْقَلْنَ رِقَابَ الإِبِلِ نِسَاءُ هُذَيْلٍ | هذيل |

| هذيل | كما أن هذيلاً أكراد العرب، لم تشغلهم الصناعات ولا التجارات، ولا الطب والفلاحة والهندسة، ولا غراس ولا بنيان، ولا شق أنهار، ولا جباية غلات، ولم يكن همهم غير الغارة والغزو والصيد، وركوب الخيل، ومقارعة الأبطال، وطلب الغنائم، وتدويخ البلاد. وكانت هممهم إلى ذلك مصروفة، وكانت لهذه المعاني والأسباب المسخرة، ومقصورة عليها وموصولة بها، أحكموا ذلك الأمر بأسره، وأتوا على آخره، وصار ذلك هو صناعتهم وتجارتهم، ولذتهم في الحرب وفخرهم، وحديثهم وسمرهم | هذيل |

| هذيل | هذيل شجعان أصحاب حروب وغارات ونجدة وفصاحة وشعر | هذيل |

| هذيل | قال فأنت إذا من أهل الشاء والنعم والمنعة والكرم هذيل بن مدركة | هذيل |

| هذيل | هذيل كانوا قليلًا أكياس أهل منعة وباس ينتصفون من الناس | هذيل |

| هذيل | خرجت من مكة فلازمت هذيل بالبادية، أتعلم كلامها، وآخذ طبيعتها، وكانت أفصح العرب، أرحل برحيلهم، وأنزل بنزولهم، فلما رجعت إلى مكة، جعلت أنشد الأشعار، وأذكر الآداب والأخبار | هذيل |

| هذيل | جعل المليء من هذيل والكاتب من ثقيف وذلك لفصاحتهم | هذيل |

| هذيل | ومنهم " هذيل " ذوو المخارق والويل مساكنهم رؤوس الجبال ولم يتمكن منهم أحاداً لحذرهم وشدة أصالتهم بالرمي ومدامنتهم الحروب فيما بينهم وبين أهل الحجاز وقلما تصطلح عشيرتهم عن المؤاخذ والبغي | هذيل |

| هذيل | هذيل قبيلة الشعر والحرب | هذيل |

## ديوان الشعر
- كتاب شرح أشعار الهذليين، أبو سعيد الحسن بن الحسين السكري.